# Rupert Bruce-Mitford
Rupert Bruce-Mitford, född 1914, död 1994, var en brittisk arkeolog.
Bruce-Mitford var Reserach Keeper vid British Museum.Från 1946 hade han huvudansvaret för publiceringen och utställandet av Sutton Hoo och ledde 1965-68 utgrävningarna vid graven. Bruce-Mitford har publicerat ett flertal arbeten, de flesta behandladne just Sutton Hoo, däribland The Sutton Hoo Burial, a Handbook (1972), The Sutton Hoo Ship Burial (1975 ff.).

## Fotnoter
1. 1 2  SNAC, SNAC Ark-ID: w6cd0wm6, läs online, läst: 9 oktober 2017.[källa från Wikidata]
2. 1 2 3 4 5 6 7  John Cherry, Rupert Bruce Mitford 1914-1994, vol. 39, Medieval Archaeology, 1995, s. 178, läs online.[källa från Wikidata]
3. 1 2 3  Tjeckiska nationalbibliotekets databas, NKC-ID: mub20231184087, läst: 19 april 2023.[källa från Wikidata]
4. ↑  Dictionary of Art Historians, Dictionary of Art Historians-ID: brucemitfordr, läst: 23 april 2022.[källa från Wikidata]